# TKh100-45
TKh100-45 – polskie oznaczenie PKP poniemieckiego, normalnotorowego parowozu przemysłowego wyprodukowanego w firmie Krupp w Essen w 1938 roku, należącego do zbiorczej serii TKh100. TKh100-45 jest wystawiony w Muzeum Kolejnictwa w Kościerzynie.  23 marca 1938 zaczął służbę w zakładach I.G. Farbenindustrie AG w Ludwigshafen. W 1945 roku trafił na inwentarz PKP jako TKh100-45. 5 grudnia 1965 roku został skreślony z inwentarza i przekazany do Cukrowni Chełmża. Jest to parowóz typu Hannibal, posiada numer fabryczny 1770.